# Chondrodystrophie calcifiante congénitale
 Mise en garde médicale
La chondrodystrophie calcifiante congénitale est une ostéochondrodysplasie secondaire à un déficit qualitatif enzymatique impliqué dans la synthèse du cholestérol.

## Autres noms
Cette affection répond à des dénominations variées :
- chondrodysplasie congénitale calcifiante ;
- chondrodystrophie calcifiante congénitale ;
- dysplasie épiphysaire ponctuée ;
- maladie congénitale des épiphyses ponctuées ;
- maladie des épiphyses ponctuées ;
- maladie de Conradi-Hünermann ;
- chondrodysplasie ponctuée dominante liée à l'X ;
- syndrome de Conradi-Hünermann ;
- syndrome de Conradi-Hünermann-Happle ;
- CDPX2 ;
- Calcinosis universalis ;
- syndrome de Happle ;
- etc.

## Étiologie
- Mutation du gène EBP (Emopamil binding protein) située au locus p11.23-p11.22 du chromosome X codant la 3-beta-hydroxysteroide-delta(8), delta(7)-isomérase[2]

## Incidence et prévalence
- Prévalence : 1-9 / 1 000 000

## Description
- anomalies de développement des os longs
- déformation des grosses articulations
- malformations des pieds
- crâne volumineux
- possibilité d'atteintes viscérales (rares) : cardiopathies, cataracte…)
- symptômes cutanés inconstants : ichtyose, nævi vasculaires…

## Diagnostic

### Clinique
Chez une fillette en âge scolaire, signes et symptômes suivants doivent alerter le clinicien, :
- retard de croissance : taille à l'âge adulte généralement inférieure à 1,5 m (nanisme) ;
- croissance asymétrique des membres, pouvant conduire à terme à une inégalité de longueur des membres importante ;
- scoliose ;
- raideurs articulaires, en particulier des genoux et des coudes ;
- la scoliose et l'asymétrie de longueur des membres peuvent conduire à une arthrose prématurée, particulièrement au niveau des hanches ;
- atteintes extra-squelettiques :
  - cataracte,
  - peau sèche et desquamante,
  - cheveux fins, secs et rares,
  - anomalies de la pigmentation de la peau.

Les chondrodysplasies ponctuées n'ont pas de conséquence sur le développement intellectuel des enfants.

## Mode transmission
- Dominante liée au chromosome X

## Conseil génétique

### Famille d’un patient
Seules les filles sont atteintes. Une femme malade a un risque sur 2 de transmettre la maladie à ses filles. Chez les garçons la maladie est létale.